# Ajtat
Ajtat (ros. Айтат) – wieś (sieło) w Rosji, w Kraju Krasnojarskim, w rejonie bolszemurtińskim. W 2010 roku liczyła 232 mieszkańców.